# 盖德·穆勒
盖哈德·「盖德」·穆勒（德語：Gerhard "Gerd" Müller，1945年11月3日—2021年8月15日），德国足球运动员，司職前鋒。他擁有62場國際賽入68球及427場德甲聯賽入365球的紀錄，綽號轟炸機（Bomber der Nation）。除了四次國內聯賽冠軍外，他也曾贏過歐冠、歐洲國家杯、世界杯這三個對歐洲球員來說最重要的三個杯賽，而且他不僅在這三項最重要的賽事決賽中都有進球紀錄，也獲得過此三項賽事的金靴獎。他獲得過足球界所有的主要獎項，是世界球壇中的傳奇巨星之一。

## 球會

### 拜仁慕尼黑
穆勒生於德國東南部巴伐利亚的諾德林根（Nördlingen）。在諾德林根1861（TSV 1861 Nördlingen）展開其球員生涯，1964年加盟尚在南部地區聯賽（Regionalliga Süd）比賽的拜仁慕尼黑，同隊的還有和。一年後拜仁升上全國聯賽（Bundesliga）及開始其雄霸德國球壇的歲月。穆勒與拜仁在60及70年代奪標如拾草芥，四次全國聯賽冠軍、四奪德國盃、三獲歐洲聯賽冠軍盃、洲際盃及各一次。他善於把握機會，最後一腳終結力奇高，穆勒獲得七屆德國神射手及兩屆歐洲金靴獎。在1972至73年賽季，穆勒在該季各項賽事攻入67球，創出世界足球歷史上單季最多入球紀錄，這個紀錄直至2012年由阿根廷球員梅西以72球打破。而穆勒在74場歐洲賽事中射入66球，多年來一直成為歐洲賽事最多進球保持者，直至由阿根廷球員梅西打破，但按照每場進球率來說，至今仍然沒人能超過穆勒的紀錄。

### 劳德代尔堡
在球員生涯晚期穆勒一如其他球星轉戰當時積極推動足球运动的美國，於1979年加入北美足球聯盟（North American Soccer League）的劳德代尔堡（Fort Lauderdale Strikers），效力三個球季，射入38球。

## 國家隊
穆勒由1966年開始代表西德隊出賽，在國家隊最後一場比賽是1974年7月7日西德世界盃，在慕尼黑奧運球場決賽穆勒射入致勝球以2:1擊敗荷蘭，協助西德第二次奪得世界盃冠軍，從人生最高點退下，當屆穆勒射入4球，連同墨西哥世界盃的10球，其世界盃決賽周14个入球作为最高紀錄保持了32年，在2006年世界盃足球賽德國世界盃才被羅納度打破。穆勒亦參加1972年比利時歐洲國家盃，以4球榮獲神射手及協助西德首次奪冠。
1974年世界杯奪冠后，穆勒在賽后慶祝活動中與德國足協發生爭執後退出了西德國家隊。原因是當時官員的妻子被允許參加賽后慶祝活動，但球員的妻子則不允許。

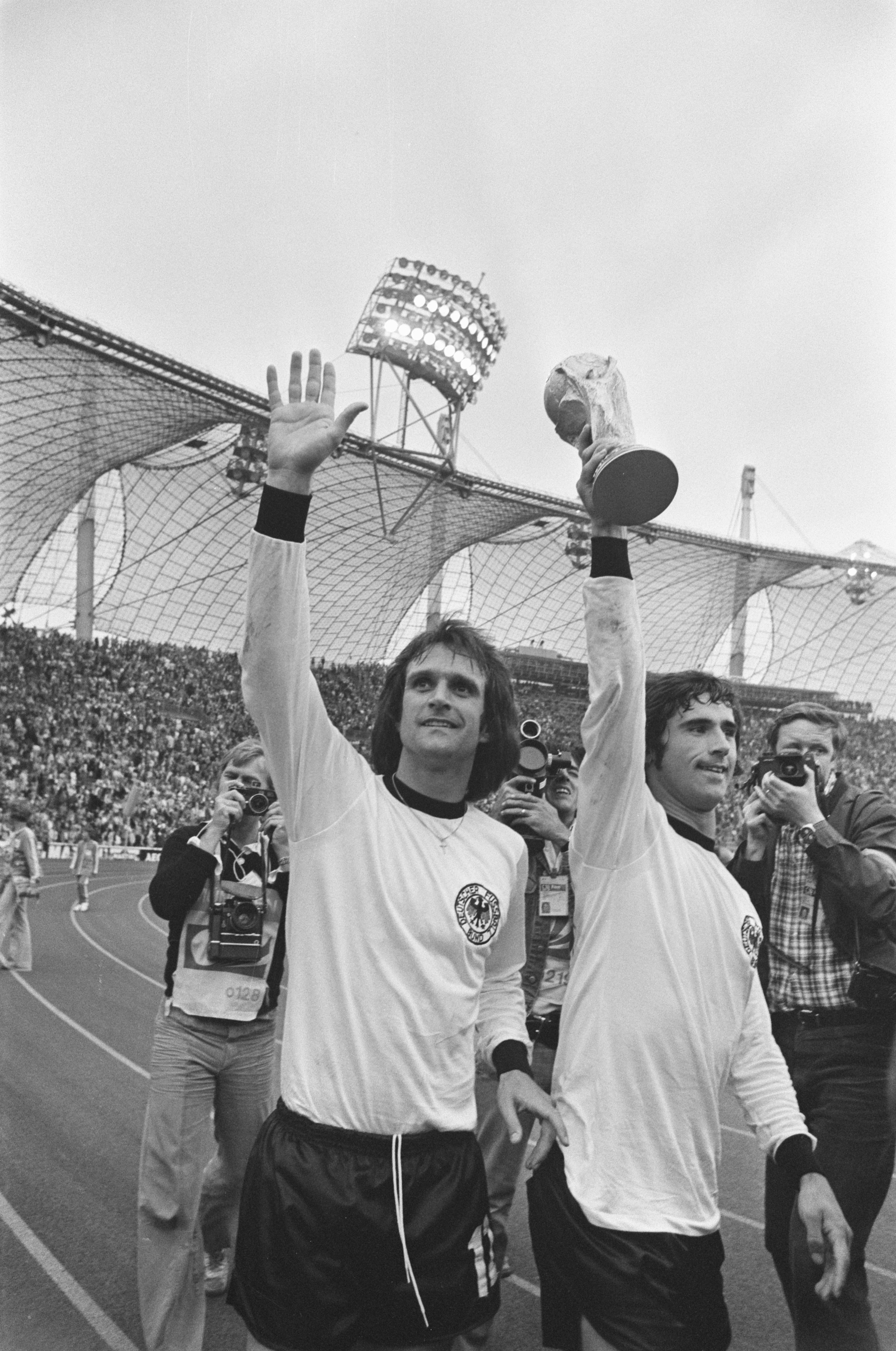
西德取得1974年世界盃足球賽後的慶祝

## 退休後生活
穆勒在1982年退休，失去目標而染上酒癮，但穆勒的前拜仁隊友協助他進行戒酒療程。當穆勒康復後，拜仁授予他拜仁二队（FC Bayern II）的助理教練職務，近年來另一位同姓且同樣長期效力拜仁慕尼黑的知名德國前鋒托馬斯·穆勒（兩人沒有任何血緣關係，不過非常巧合地，托馬斯的父親的名字正好也是Gerhard）曾在拜仁二隊接受他數年的指導。運動用品巨人亦曾推出以穆勒為名的運動服裝系列。
2015年10月，穆勒被证实患上了阿茲海默症。
2021年8月15日過世，享年75歲。《法國足球》于2022年金球奖起将原“年度最佳前锋奖”改名为“盖德·穆勒奖”，以兹纪念。

## 技術特點
他並非良好的組織者，也幾乎不參與防守，但他在禁區內射門的終結力卻是史上罕見的高。從身材來看，他近乎可以說是典型中鋒的相反：矮胖、短腿、以及並不怎麼快的速度。然而有趣的是，這個身材給了他非常低且穩固的重心，因此他在跑步、轉身、跳躍等行進間停球的速度遠超他人，配上極快的反應速度以及一流的射門嗅覺和防守閱讀能力，讓他可以做出許多常人無法想像的射門。長年的老隊友貝肯鮑爾曾表示，他常在隊內練習時和穆勒演練攻防單挑，而他從來沒能跟上穆勒爆發力極高的第一步。

## 榮譽

### 球會獎項
- 德國甲組足球聯賽 冠军：1969年、1972年、1973年、1974年
- 德國盃 冠军：1966年、1967年、1969年、1971年
- 歐洲聯賽冠軍盃 冠军：1974年、1975年、1976年
- 洲際盃 冠军：1976年
- 冠军：1967年

### 國家隊獎項
- 歐洲國家盃

冠軍：1972年（比利時）
- 世界盃

冠軍：1974年（西德）
季軍：1970年（墨西哥）

### 個人榮譽
- 德國聯賽神射手：1967年（28球）、1969年（30球）、1970年（38球，德甲史上單季第三高）、1972年（40球，德甲史上單季次高）、1973年（36球，德甲史上單季第四高）、1974年（30球）、1978年（24球）
- 歐洲金靴獎：1970年（38球）、1972年（40球）
- 世界杯金靴奖：1970年（10球）
- 歐洲國家盃神射手：1972年（4球）
- 德國足球先生：1967年、1969年
- 歐洲足球先生：1970年